# Dylan Kongos
Dylan Kongos (Londra, 22 aprile 1986) è un cantante, bassista e chitarrista sudafricano naturalizzato statunitense, frontman del gruppo musicale dei Kongos.

## Biografia
Figlio del cantautore sudafricano John Kongos e di madre statunitense, nasce a Londra il 22 aprile 1986, ma si trasferisce presto a Johannesburg con la sua famiglia. Terzo di quattro fratelli (John, Jesse e Daniel), con cui fonderà il gruppo musicale dei Kongos, si avvicina alla musica in tenera età suonando il pianoforte, come i suoi fratelli.
Dopo essersi trasferito a Phoenix con la sua famiglia, passa dal pianoforte alla chitarra. Qui, fonda la band insieme ai suoi fratelli, ricoprendo inizialmente il ruolo di chitarrista solista, oltre che cantante, mentre il basso veniva registrato da lui stesso in studio ma suonato da un turnista dal vivo.
Dopo l'album d'esordio, Kongos, decide di spostare il suo ruolo a quello di bassista, senza però mai abbandonare la chitarra, che infatti continuerà a suonare spesso in diversi brani della band, e aggiungendo inoltre la pedal-steel guitar, che in studio gli permetterà di eseguire assoli come quello del brano che più li ha resi più noti al pubblico, Come With Me Now, dal loro secondo album Lunatic.
In studio si presta inoltre a suonare i sintetizzatori e le tastiere, e si occupa della programmazione di synth e drum machine (così come John e Jesse). È in grado anche di suonare la fisarmonica (in maniera molto basilare), insegnatagli dal fratello John, ma non si è mai prestato a suonarla né in concerto né in studio.
Riservato e taciturno, Dylan, seppur a partire dall'album Egomaniac condivida il canto con tutti i suoi fratelli, viene ancora considerato il frontman della band.

## Vita privata
Vive a Los Angeles con la sua compagna Amber.
Oltre alla musica, ha una grande passione per l'agricoltura, e gestisce personalmente un orto con il quale è diventato piccolo imprenditore agricolo insieme ad Amber.

## Discografia

### Con i Kongos
- 2007 – Kongos
- 2012 – Lunatic
- 2016 – Egomaniac
- 2019 – 1929, Pt. 1
- 2019 – 1929, Pt. 2
- 2022 – 1929, Pt. 3